# Im Holderstrauch
Im Holderstrauch (auch: Beim Holderstrauch; siebenbürgisch: Äm/Bäm Hontertstreoch/Honterstroch; rumänisch: Sub crengi de soc) ist ein Volkslied, in dem ein Holunderstrauch zum Symbol für Liebe und Trennung wird. Der Text stammt von Carl Martin Römer (1860–1942), die Melodie von Hermann Kirchner (1861–1928).

## Entstehungsgeschichte
Kirchner komponierte das Werk 1896 während seiner Zeit in Mediasch auf einen Text seines Freundes, des siebenbürgischen Gymnasiallehrers, Schriftstellers und späteren Stadtpfarrers Carl Römer. Es entstand zunächst eine siebenbürgische Fassung namens Äm Hontertstroch und kurz darauf die hochdeutsche Fassung Im Holderstrauch. Das Lied wurde am 24. September 1896 in Reichesdorf zum ersten Mal gesungen und 1897 im ersten Heft von Kirchner Sammlung Siebenbürgisch-sächsische Volkslieder veröffentlicht. Kirchner verkaufte die Verlagsrechte an dem Lied später an den Verlag P. Pabst in Leipzig und erhielt fortan keine Beteiligung an den Einnahmen mehr.
In den folgenden Jahren verbreitete sich das Lied volksliedhaft, und teilweise ohne Nennung der Autoren. Der Wiener Komponist und Musikschriftsteller Carl L. Heidenreich (1879 – nach 1922) lernte es 1903 als „altes sächsisches Volkslied“ kennen und veröffentlichte 1906 eine eigene Bearbeitung unter dem Titel Im Fliederhain. Im Holderstrauch hat sich zunächst über Siebenbürgen in Rumänien und dann über den gesamten deutschen Sprachraum verbreitet. Das Lied wurde ab der ersten Hälfte des 20. Jahrhunderts in viele deutsche Liederbücher aufgenommen, so unter anderem in das Kaiserliederbuch und in das Landesliederbuch des Deutschen Sängerbundes. Später gelangte es auch in viele andere europäische Länder.
Nachdem Hermann Kirchner 1900 nach Hermannstadt übersiedelt war und dort auch die Leitung der rumänischen Liedertafel übernommen hatte, entstand auch eine rumänische Textfassung unter dem Titel Sub crengi de soc, die Anfang des 20. Jahrhunderts zum Standardrepertoire rumänischer Chöre gehörte. Noch Ende der 1940er Jahre ist diese Fassung in der Gegend von Baia Mare verbürgt. Später geriet sie zunächst in Vergessenheit, bis im Mai 2011 ein handschriftliches Notenblatt in der Astra-Bibliothek Hermannstadt gefunden wurde, das die Existenz und Verbreitung der rumänischen Fassung belegt.

## Melodie und Liedtext
Quelle:
Am Holderstrauch, am Holderstrauch,

der blüht so schön im Mai

|: da sang ein kleines Vögelein

 ein Lied von Lieb und Treu. :|

Beim Holderstrauch, beim Holderstrauch,

wir saßen Hand in Hand;

|: Wir waren in der Maienzeit

 die Glücklichsten im Land. :|

Beim Holderstrauch, beim Holderstrauch,

da muss geschieden sein.

|: Komm bald zurück, komm bald zurück,

 herzallerliebster, Du! :|

Beim Holderstrauch, beim Holderstrauch,

da weint ein Mägdlein sehr:

|: der Vogel schweigt, der Holderstrauch

 der blüht schon lang nicht mehr. :|